# Magirus

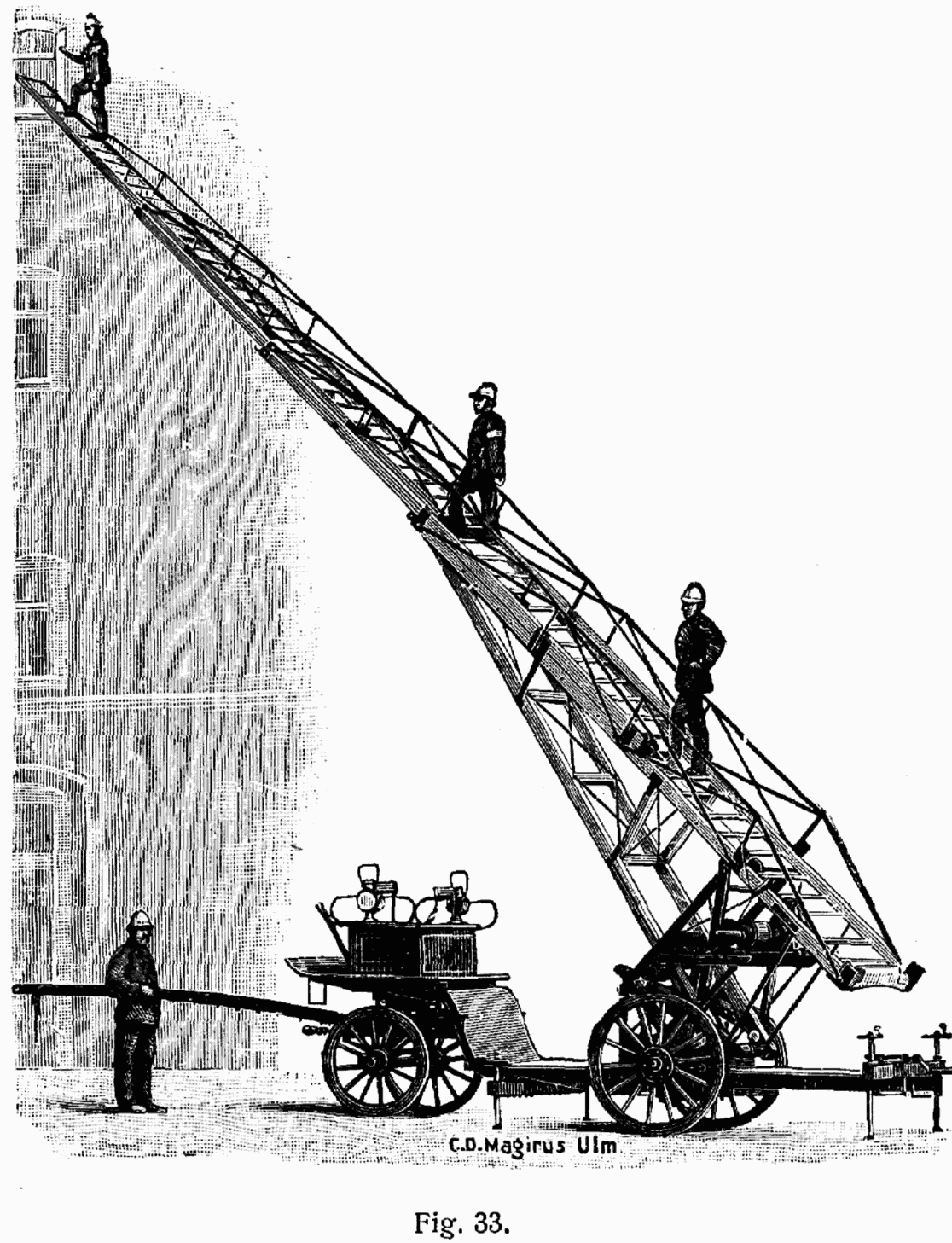
Drabina pożarnicza firmy Magirus (1904)

Magirus – niemieckie przedsiębiorstwo produkujące sprzęt pożarniczy, istniejące w latach 1866–1936.
Zostało założone przez Conrada Dietricha Magirusa w 1866 po tym, jak fiasko poniosła spółka „Gebr. Eberhardt offene Handels- und Kommanditgesellschaft”, której był współwłaścicielem. Conrad Dietrich był komendantem ochotniczej straży pożarnej w Ulm i wynalazcą. Początkowo przedsiębiorstwo nosiło nazwę „Feuerwehr-Requisiten-Fabrik C. D. Magirus”.
Produkty pożarnicze Magirusa stawały się znane na rynkach Europy. Drabina pożarnicza zdobyła złoty medal na wystawie światowej w 1873 w Wiedniu. W 1887 do firmy przyłączyli się synowie Conrada Dietricha – Heinrich, Otto i Hermann. W 1909 przemianowano ją na „Feuerwehrgeräte- und Fahrzeugfabrik C. D. Magirus”, a w 1911 na „C. D. Magirus AG”. Wprowadzano stale ulepszenia techniczne, korzystając z napędu parowego, czy sikawek samobieżnych. W czasie I wojny światowej zaczęto konstruować pierwsze samochody pożarnicze. Korzystano z silników innych producentów, w tym Maybacha.
Po wojnie zaczęto montować również autobusy, ale rychło sprzedano ten dział produkcji firmie DAK – Dux, Presto i Vomag. Rozbudowano zarazem dział pojazdów ciężarowych specjalizując się w pojazdach użytkowych, w tym komunalnych.
Firma popadła w tarapaty w czasie wielkiego kryzysu. Nie potrafiono również wprowadzić do użytku nowych konstrukcji. W 1932 została przejęta przez banki, które poszukiwały inwestora. Wreszcie w 1935 została przejęta przez „Humboldt-Deutz Motorenfabrik” (Deutz AG). Nazwa „Magirus” utrzymała się i była stosowana przez koncern Deutz AG do oznaczania znanych ciężarówek Magirus-Deutz.

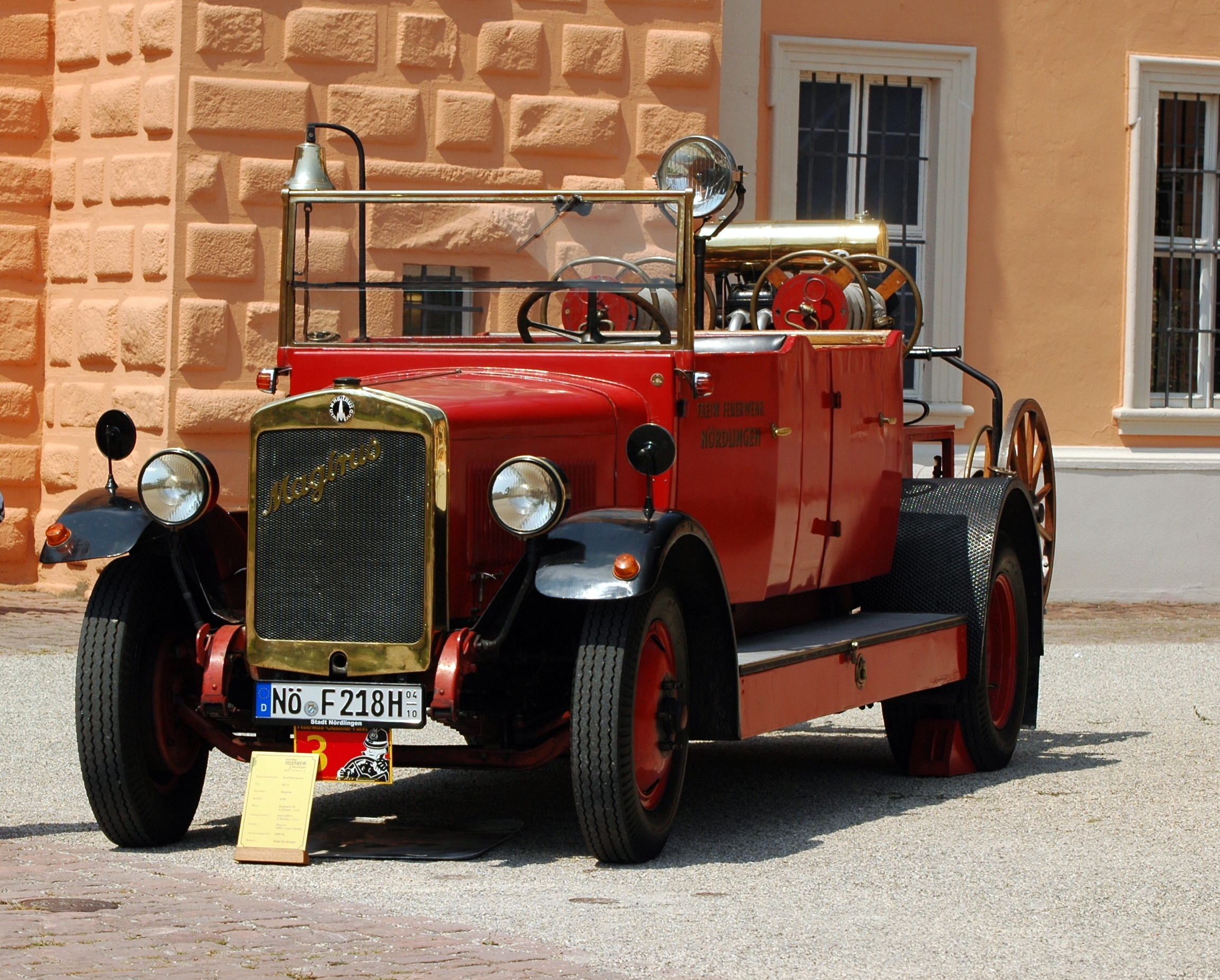
Magirus KS 12
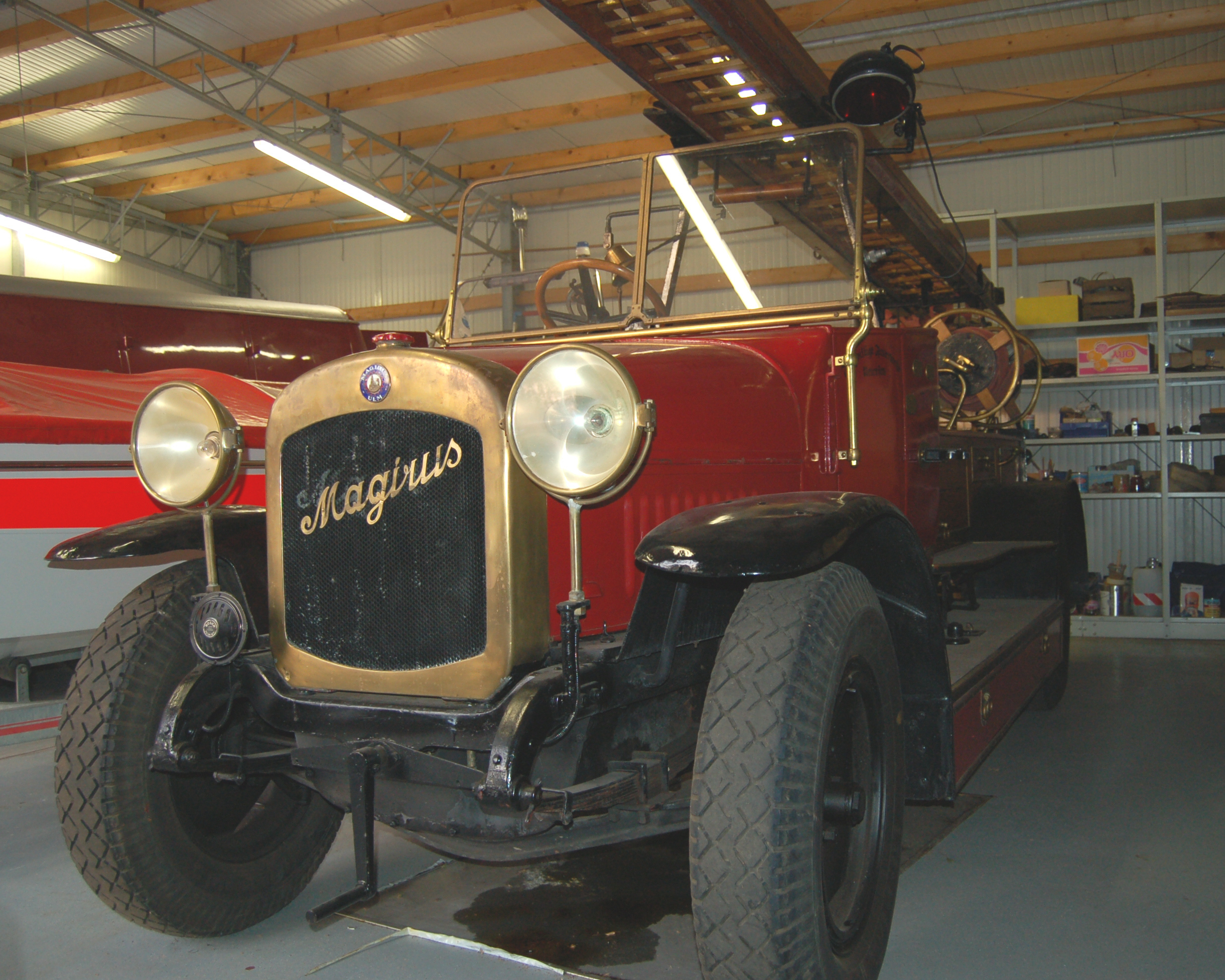
Magirus model 1923
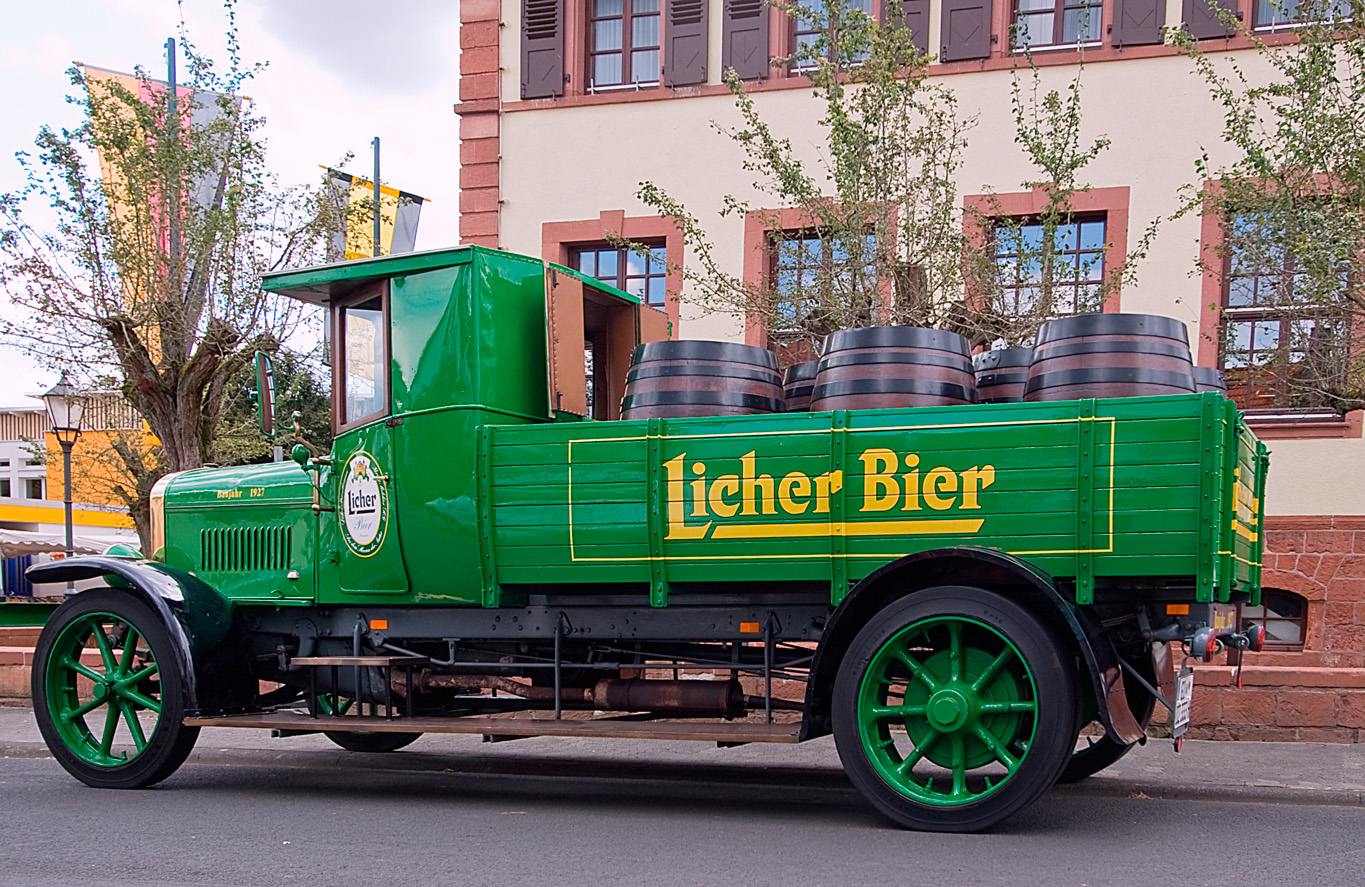
Magirus model 1927
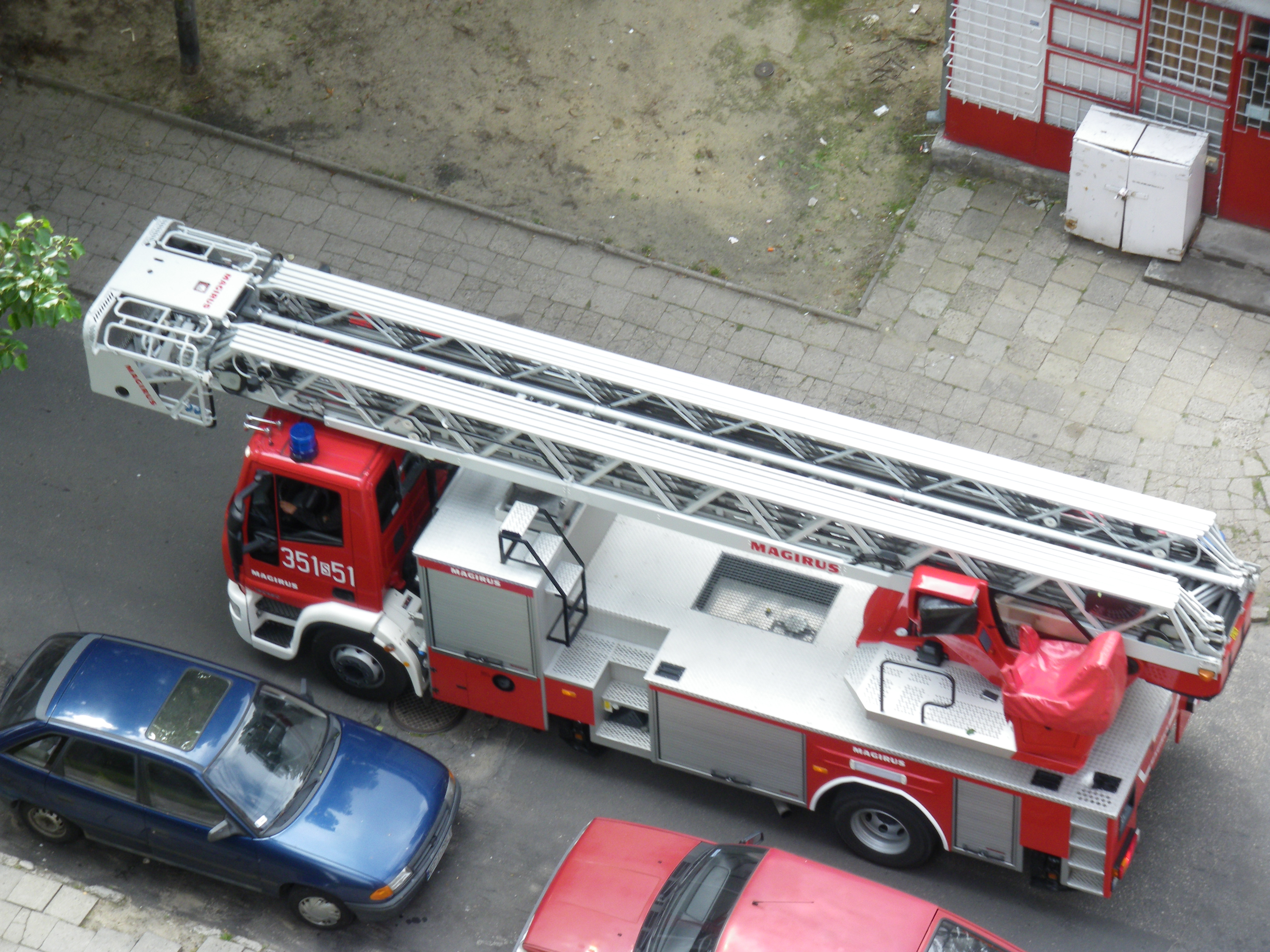
Drabina firmy Magirus na podwoziu Iveco